# Mangalsutra

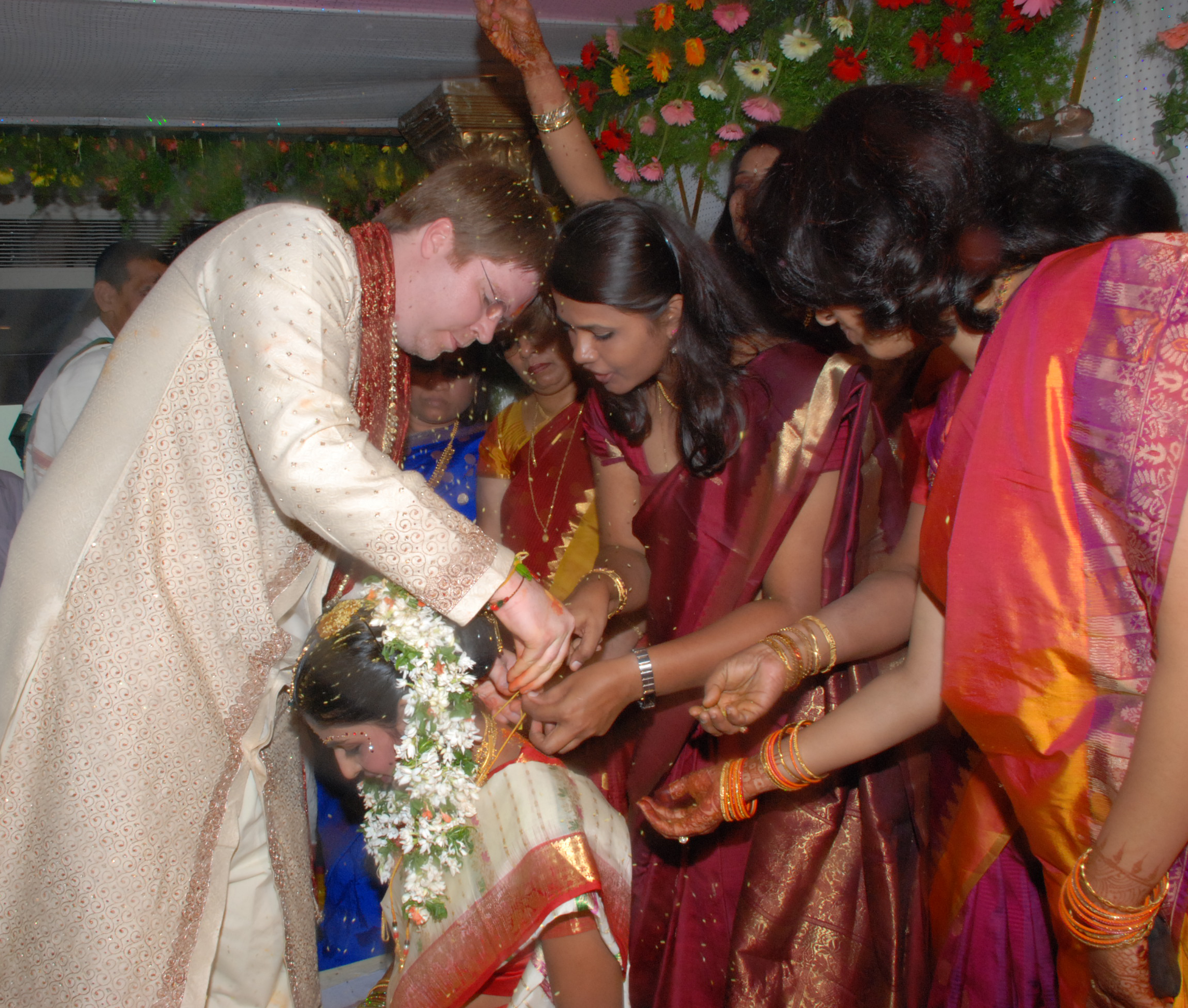
Atando el Mangalsutra en una boda.

El Mangalsutra (Mangala Sutra, Mangalasutra o Thaali) es un símbolo hindú de unión matrimonial. Se trata de un colgante sagrado, utilizado por las mujeres como símbolo de su matrimonio, que simboliza el amor y la buena voluntad. El Mangalsutra es muy importante en la cultura hindú, hasta tal punto que se considera el símbolo más venerado de amor y respeto que se ofrece a la novia durante la ceremonia del matrimonio.

## Detalles
La palabra Mangalsutra significa, literalmente, "un colgante auspicioso". Por lo general se trata de un colgante de oro con hilo amarillo  tintado con cúrcuma, pero también puede ser una cadena de cuentas de color negro, un collar con discos de oro o con adornos de perlas, o simplemente una cadena de oro, dependiendo del poder adquisitivo o de la cultura local. Es comparable a la alianza matrimonial de occidente y se espera que, la mujer que se acaba de casar y recibe el colgante, lo lleve hasta la muerte de su marido. 
El colgante se ata al cuello de la novia en el día del matrimonio simbolizando la unión. En ciertas culturas locales, el novio ata el primero de los tres nudos, mientras que sus hermanas u otros familiares atan el resto.

## Significado

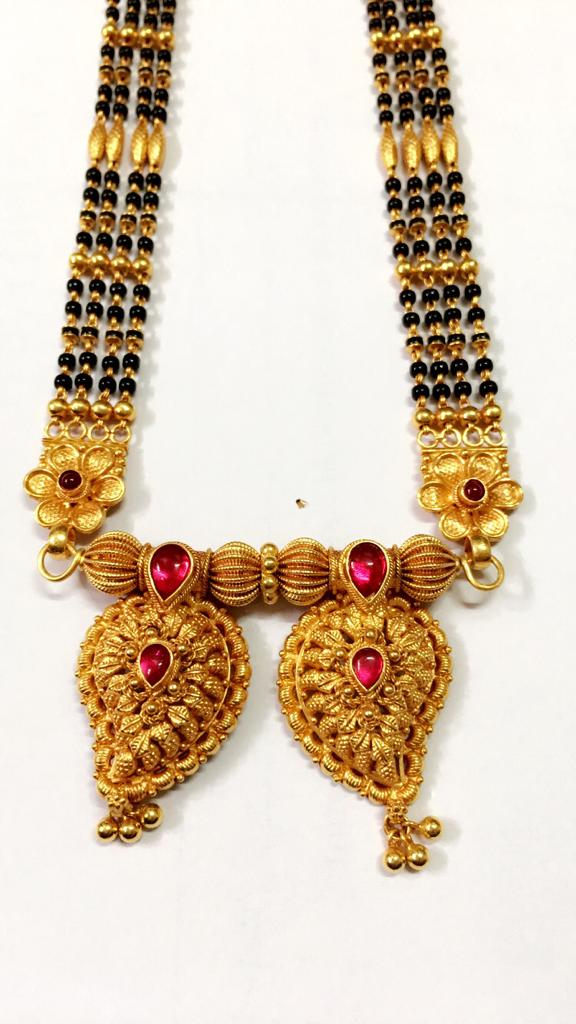
Mangalsutra indio.

Según la tradición, el mangalsutra simboliza el vínculo inseparable entre un esposo y una esposa. Durante la ceremonia de la boda el novio, mientras realiza el acto ritual de atar los lazos del mangalsutra en el cuello de la novia, pronuncia "larga sea tu vida llevando este sagrado Mangalsutra, tú que eres la razón de mi ser". 
Las mujeres casadas han de llevar el Mangalsutra a lo largo de su vida, ya que se cree que mejora el bienestar de su esposo y su familia, pero este no puede ser mostrado en público. También se considera que el Mangalsutra protege al matrimonio de cualquier mal. Un matrimonio hindú es, pues, incompleto sin el Mangalsutra.
Por otra parte, los tres nudos simbolizan tres aspectos diferentes de una mujer casada: el primer nudo representa la obediencia a su marido, el segundo a sus padres y el tercero representa su respeto a su Dios.